# Hartog Beem

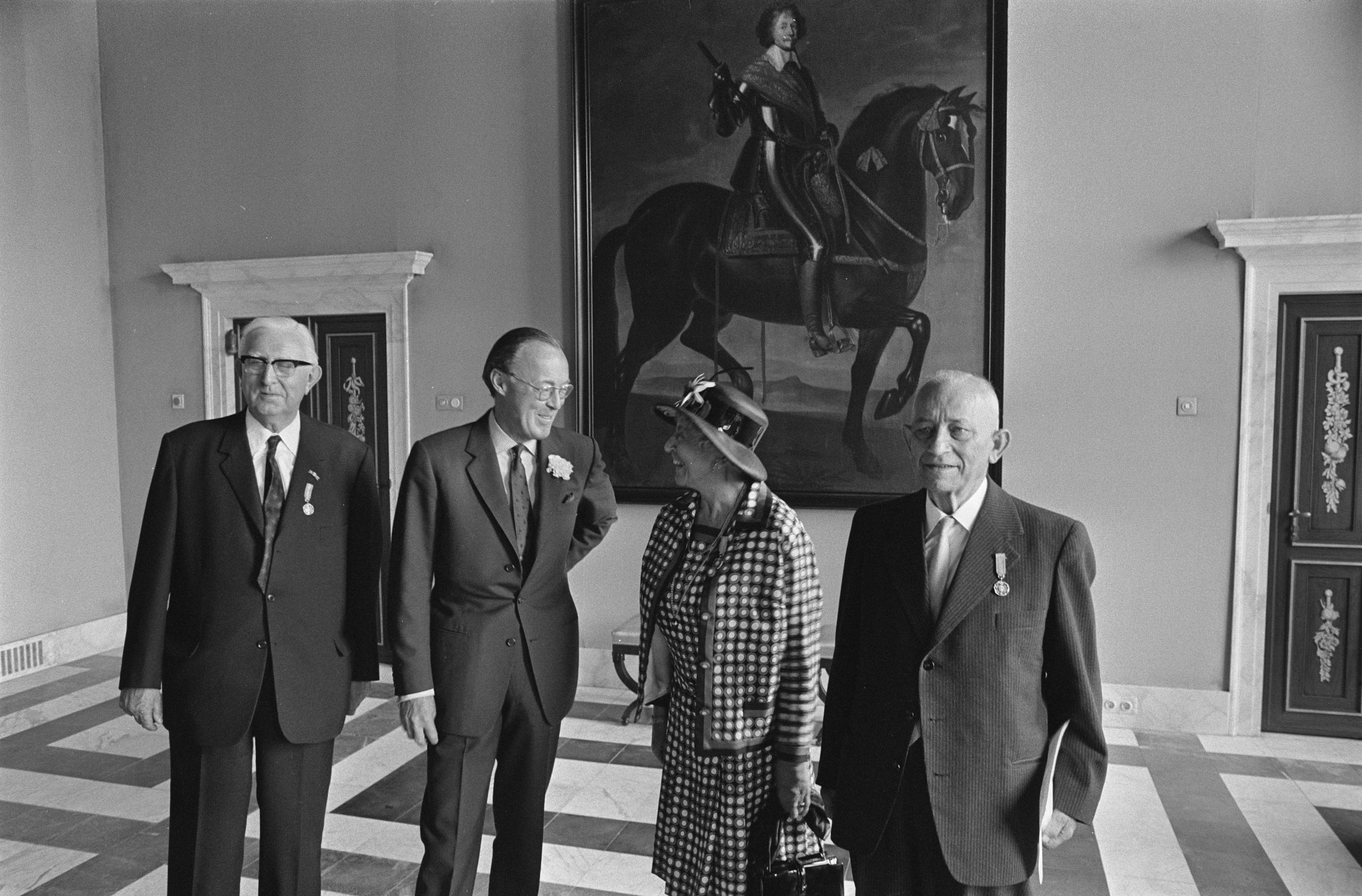
Hartog Beem (uiterst rechts) in 1970

Hartog Beem (Harderwijk, 13 december 1892 — Hilversum, 1 december 1987) was een Nederlands onderwijzer.

## Leven
Geboren binnen de kleine Joodse gemeenschap in Harderwijk, woonde hij vanaf 1914 in Zierikzee en vervulde zijn dienstplicht in Den Helder. Daarna trok hij via Dordrecht en Leeuwarden naar Hilversum.
Hij kreeg zijn opleiding aan middelbare school Mulo en de Kweekschool voor onderwijzers. In zowel Zierikzee als Den Helder was hij leraar. Hij werd na een avondstudie Duits leraar in aan de gemeentelijke hogereburgerschool in de gemeente Leeuwarden (1925-1958). Al tijdens zijn werk raakte hij, zelf Joods, geïnteresseerd in de geschiedenis van de Joden in Nederland. Toen de Tweede Wereldoorlog uitbrak mocht hij er nog enige tijd lesgeven (onmisbaarheid), en werd schoolhoofd van het Joods Lyceum aan de Emmakade (gescheiden onderwijs). Toch moest het gezin in de dreiging van een razzia onderduiken (bij de leraar Natuur- en Scheikunde). Hij wilde na die oorlog eigenlijk niet verder als leraar Duits, maar moest dat vanwege de broodwinning wel (blijven) doen. Hij publiceerde met bezoeken aan Israël tal van artikelen over het verdwijnende Jiddisch; het mondde uit in de boekwerken Jerosche (dat onverwacht goed verkocht), De rest van een taal en De verdwenen Mediene (1950, over Joodse gemeenschappen buiten Amsterdam, Rotterdam en Den Haag, bundeling artikelen NIW). Verdere medewerking verleende hij aan de Encyclopedie van Friesland, Germania Judaica en het Nieuw Israëlietisch Weekblad. In Joden in Leeuwarden omschreef hij die stad (ooit 670 Joodse inwoners) als het Rapenburg van het noorden. Hij was ook enige jaar voorzitter van de Joodse gemeente Leeuwarden.
Na zijn pensioen in 1958 groeide die hobby uit tot een dagtaak. Hij wilde zelfs naar Israël emigreren, maar zijn gezondheid en die van zijn vrouw lieten dat niet toe.
Beem ontving in 1970 de Zilveren Anjer voor het bestuderen en vastleggen van de geschiedenis van de Joden in Nederland, met zijstudies de Jiddische taal- en letterkunde, alsmede Joodse gebruiken en tradities. Twee jaar later werden hij en zijn echtgenote door president Zalman Shazar van Israël uitgenodigd en kon hij toen enige lezingen geven aan de Hebreeuwse Universiteit van Jeruzalem. In 1980 ontving hij de Piter Jellespriis van de stad Leeuwarden voor zijn vergelijkingen tussen het Fries en Jiddisch.
Hij overleed op 94-jarige leeftijd in de nacht van 30 november op 1 december 1987. Het Menassah ben Israel Instituut voor Joodse Studies kent een Hartog Beem Scriptieprijs voor het levend houden van de "Geschiedenis en de cultuur van de joden in Nederland".

## Familie
Hij was zoon van Eva de Vries en koopman Abraham Beem. Hijzelf trouwde in 1920 Retje (Rozette) Kannewasser (-1976). Het echtpaar kreeg drie kinderen. De oudste Salomo(n) overleed in 1931 bij een verkeersongeluk, Eva (linie, geboren 1932) en Abraham (Jan, geboren 1934) werden tijdens hun onderduikperiode gescheiden van hun ouders in Ermelo ondergebracht en verraden. Beide ouders zaten ondergedoken bij de docent natuur- en scheikunde in Leeuwarden, maar ook in Sneek. De kinderen werden via Kamp Westerbork gedeporteerd naar Auschwitz waar ze in 1944 werden omgebracht. Brieven aan hun ouders in Leeuwarden kwamen tevoorschijn nog voordat Beem overleed, maar men wilde Hartog Beem de pijn besparen.
- Bibliothèque nationale de France: cb12778796t (data)
- Digitale Bibliotheek voor de Nederlandse Letteren: beem001
- Gemeinsame Normdatei: 171970462
- International Standard Name Identifier: 0000 0000 6651 8831
- Library of Congress Control Number: nr90012150
- Nationale Bibliotheek van Israël: 987007504645505171
- Nederlandse Thesaurus van Auteursnamen: 067795196
- Système universitaire de documentation: 169668819
- Virtual International Authority File: 44425240
- WorldCat: E39PBJc3HJT3QYfYjRtVH6bKh3